# Europrop TP400
L'Europrop International TP400-D6 è un motore aeronautico turboelica sviluppato e prodotto dal consorzio di imprese europee Europrop International GmbH (EPI) per l'aereo da trasporto militare europeo Airbus A400M.
Attualmente è il più potente motore turboelica ad utilizzare una sola elica ed è il terzo più potente in assoluto dopo il sovietico-russo Kuznetsov NK-12 e il sovietico-ucraino Progress D-27.

## Sviluppo
Il TP400, sviluppato dal consorzio europeo Aero Propulsion Alliance, venne selezionato da Airbus come motore dell'A400M nel dicembre 2000, tuttavia Airbus riaprì la gara per trovare un nuovo motore perché quello selezionato, basato sullo Snecma M88, era stato giudicato troppo pesante e dai consumi troppo elevati. A maggio 2002 Pratt & Whitney Canada propose un motore da 8 900 kW derivato dal turbofan in fase di sviluppo PW800.
In aprile 2003 Noel Forgeard, amministratore delegato di Airbus, dichiarò che la proposta di P&WC era più economica del 20% rispetto a quella del TP400. Dopo la richiesta di prolungare la scadenza della gara per rivedere le offerte, il 6 maggio Airbus assegnò al consorzio EPI un contratto da 3 miliardi di euro per produrre 900 TP400. Il piano di sviluppo del TP400 prevedeva la prima messa in moto a terra del motore in agosto 2005, a distanza di 2 anni e 3 mesi dalla firma del contratto, e la messa in moto di un motore con elica installata entro la fine dello stesso anno. La certificazione del motore era prevista entro ottobre 2007.
Al Salone internazionale dell'aeronautica e dello spazio di Parigi-Le Bourget del 2003 Europrop siglò con Avio un contratto da 300 milioni di euro per la produzione delle trasmissioni dell'elica. Nel luglio 2003 Airbus e Ratier-Figeac firmarono un contratto da 730 milioni di euro per la fornitura delle eliche FH386, che avrebbero avuto 8 pale e un diametro di 5,33 m. Nel dicembre 2004 Airbus assegnò a Marshall Aerospace un contratto per svolgere le prove di volo dei TP400 su un Lockheed C-130K Hercules appositamente modificato, con l'obiettivo iniziale di svolgere il primo volo nell'aprile 2006.
Il TP400 è stato messo in moto per la prima volta il 28 ottobre 2005, due mesi dopo la data prevista. Il 28 febbraio 2006 il motore è stato collaudato per la prima volta utilizzando anche l'elica. Nel giugno 2008 il TP400 venne messo in moto per la prima volta installato sul C-130K utilizzato come banco di prova e venne completata l'integrazione del motore sull'A400M. Il primo volo del TP400 avvenne il 17 dicembre 2008 e il 30 settembre 2009 si concluse la campagna di voli di prova condotta da Airbus e Marshall Aviation, dopo avere accumulato 55 ore di volo in 18 voli e 61 ore a terra. Il 18 novembre 2009 un A400M ha eseguito una prova a terra per la prima volta con quattro TP400.
Il TP400 ha ricevuto la certificazione civile di EASA il 6 maggio 2011 e nell'aprile 2012 l'Agenzia ha certificato le eliche Ratier-Figeac FH386 per il TP400. Il primo volo dell'A400M e la certificazione del motore sono stati ritardati da alcuni problemi tecnici che riguardavano il motore, legati principalmente al software del FADEC che non rispondeva ai requisiti di tracciabilità delle modifiche richiesti da EASA e in maniera minore alla tecnologia blisk usata sul compressore e alle scatole di riduzione delle eliche.

### Produzione
La produzione dei componenti del motore è suddivisa tra Rolls-Royce, Safran, MTU Aero Engines e ITP Aero.
- Rolls-Royce: albero di bassa pressione, case del compressore intermedio, compressore di alta pressione, modulo Hot Strut, integrazione del motore, sistemi idraulici e pneumatici, sensori e sonde, prestazioni del motore;
- Snecma: gearbox accessori, camera di combustione, turbina di alta pressione, sistema elettrico, sistema di lubrificazione (tramite Techspace Aero), sistema di avviamento, sistema di controllo del motore;
- MTU Aero Engines: compressore intermedio, turbina intermedia, albero di media pressione, assemblaggio finale, collaudo di produzione;
- ITP Aero: turbina di potenza, ugello, tubi (carburante, idraulici e pneumatici), supporto del cuscinetto anteriore, collaudi estensivi e di equipaggiamenti speciali.

## Tecnica

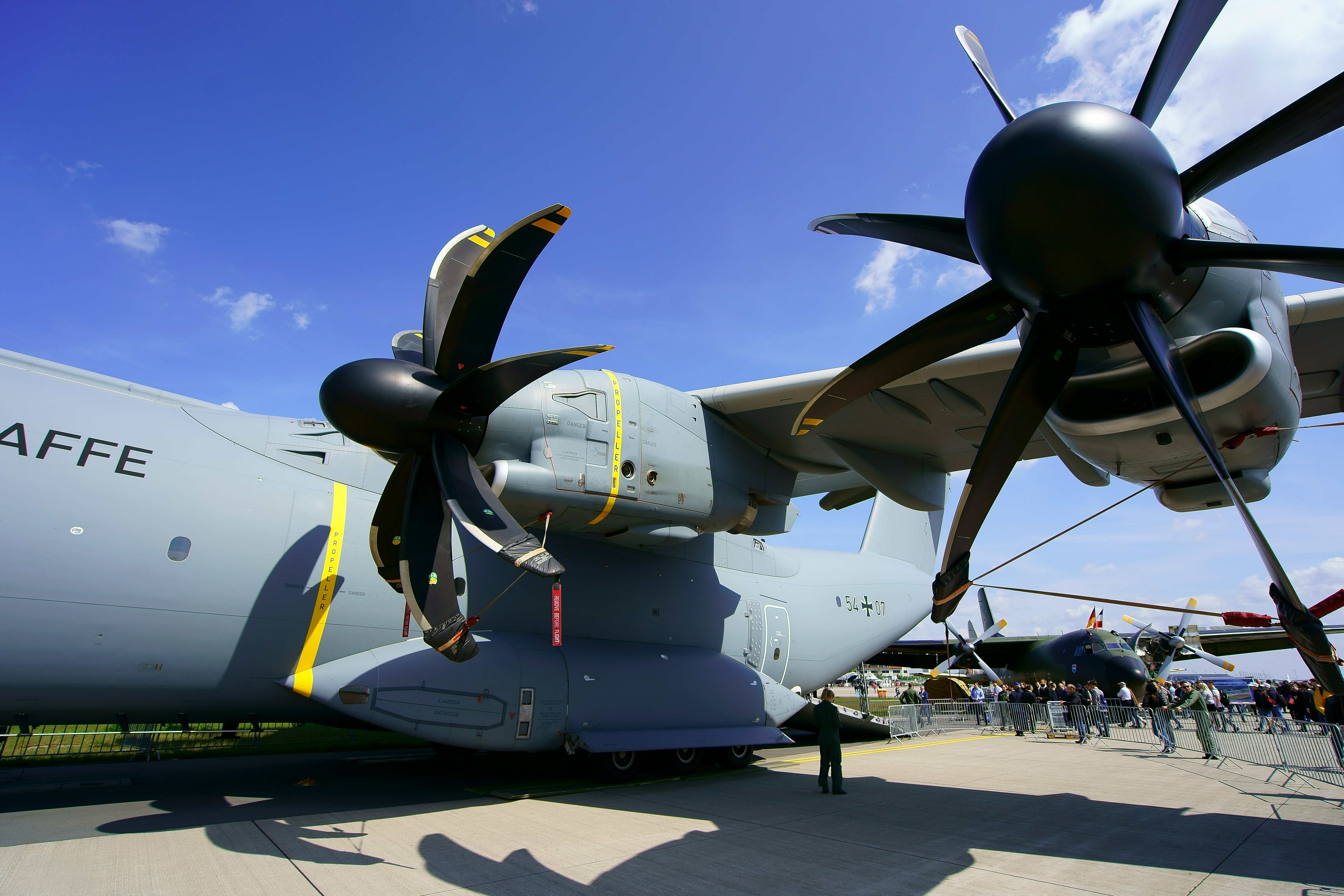
Due TP400 sull'ala sinistra di un A400M. Sulle pale si possono notare le decal LH e RH che indicano il verso di rotazione dell'elica

Il TP400 è un turboelica a tre alberi. Il compressore di media pressione, progettato da MTU Aero Engines, è a 5 stadi mentre il compressore di alta pressione, progettato da Rolls-Royce, è a 6 stadi, di cui i primi due sono con palette ad incidenza variabile. Il rapporto di compressione totale dell'elica, della presa d'aria e dei due compressori è di 25, con il rapporto di compressione del compressore di media pressione pari a 3,5 e il rapporto di compressione del compressore di alta pressione pari a 7. La camera di combustione, progettata e prodotta da Snecma, è derivata da quella dello Snecma M88. La turbina di alta pressione, a uno stadio, è progettata da Snecma ed è anch'essa derivata da quella del M88. La turbina di media pressione è progettata da MTU Aero Engines, è a uno stadio ed è derivata da quelle progettate per i Turbo-Union RB199 e gli Eurojet EJ200. L'albero che collega la turbina di media pressione al compressore di media pressione passa all'interno dell'albero di alta pressione e ruota nella direzione opposta. La turbina di bassa pressione, a 3 stadi, è progettata e prodotta da Industria de Turbo Propulsores e deriva da quella utilizzata sul Rolls-Royce BR715 e sulla famiglia Rolls-Royce Trent. La turbina di bassa pressione è collegata all'elica attraverso un terzo albero e una trasmissione prodotta da Avio che ha un rapporto di trasmissione pari a circa 9,5:1. Le trasmissioni sono prodotte in due diverse versioni per consentire la controrotazione delle eliche tramite un ingranaggio aggiuntivo.
Il motore è dotato di un FADEC, sviluppato da Hispano-Suiza, che gestisce l'automanetta, l'avviamento automatico e manuale, il riavvio in volo, la protezione dagli overspeed e dallo stallo del compressore. Il FADEC gestisce anche la velocità e il passo dell'elica associata al motore.
Le eliche FH386, progettate e prodotte da Ratier-Figeac, hanno un diametro di 5,33 m, sono a passo variabile e hanno 8 pale ciascuna; ogni pala ha un longherone in carbonio compreso in un guscio in materiale composito e rivestito da una protezione anti-erosione in nichel sul bordo di attacco e da un rivestimento in poliuretano sul resto della superficie.

## Velivoli utilizzatori
Unione europea
- Airbus A400M